# Stinatz
Stinatz (węg. Pásztorháza, burg.-chorw. Stinjaki) – gmina targowa w Austrii, w kraju związkowym Burgenland, w powiecie Güssing. Liczy 1,37 tys. mieszkańców (1 stycznia 2014).